# Lista över småplaneter (6001–6500)
Detta är en lista över numrerade småplaneter, nummer 6001–6500.
|     | 6000             | 6100             | 6200            | 6300             | 6400            |
| --- | ---------------- | ---------------- | --------------- | ---------------- | --------------- |
| 1   | Thales           | Tomoki           | Ichiroshimizu   | Bohumilruprecht  | Roentgen        |
| 2   | Eetion           | Visby            | Georgemiley     | Tengukogen       | Holstein        |
| 3   | 1988 VO1         | 1993 HV          | Lyubamoroz      | 1989 EL2         | Steverin        |
| 4   | 1988 XY1         | Takao            | MacKenzie       | Josephus Flavius | Vanavara        |
| 5   | 1989 BD          | Verrocchio       | Menottigalli    | Helgoland        | Komiyama        |
| 6   | Anaximandros     | Stoss            | Corradolamberti | Nishimura        | Mikejura        |
| 7   | Billevans        | Osterbrock       | Bourvil         | Maiztegui        | 1992 PF2        |
| 8   | 1990 BF2         | Glebov           | Wakata          | Ebisuzaki        | Saijo           |
| 9   | Yuzuruyoshii     | Balseiro         | Schwaben        | Elsschot         | 1992 VC         |
| 10  | Lyzenga          | Kazak            | Hyunseop        | Jankonke         | Fujiwara        |
| 11  | Tozzi            | Davemckay        | Tsubame         | Porubčan         | Tamaga          |
| 12  | Williammurdoch   | Ludolfschultz    | Franzthaler     | Robheinlein      | Kaifu           |
| 13  | Andanike         | Tsap             | Zwiers          | Tsurutani        | Iye             |
| 14  | Chribrenmark     | Dalla-Degregori  | Mikhailgrinev   | Reigber          | Mizunuma        |
| 15  | Paularego        | Martinduncan     | Mehdia          | Barabash         | 1993 VR3        |
| 16  | Carnelli         | Still            | San Jose        | Méndez           | Nyukasayama     |
| 17  | Robertmorehead   | Brevardastro     | Kodai           | Dreyfus          | Liberati        |
| 18  | Pierssac         | Mayuboshi        | Mizushima       | Cronkite         | Hanamigahara    |
| 19  | Telford          | Hjorth           | Demalia         | Beregovoj        | Susono          |
| 20  | Miyamoto         | Anhalt           | Stepanmakarov   | Bremen           | Riheijyaya      |
| 21  | 1991 TM          | Plachinda        | Ducentesima     | Namuratakao      | 1993 XS1        |
| 22  | Jyuro            | Henrard          | 1980 PB3        | 1991 CQ          | Akagi           |
| 23  | Tsuyashima       | Aristoteles      | Dahl            | Karoji           | Harunasan       |
| 24  | Ochanomizu       | Mecklenburg      | El Goresy       | Kejonuma         | Ando            |
| 25  | Naotosato        | Singto           | Hiroko          | 1991 EA1         | 1994 WZ3        |
| 26  | Xenophanes       | Hubelmatt        | Paulwarren      | Idamiyoshi       | Vanýsek         |
| 27  | Waratah          | Hetherington     | Alanrubin       | Tijn             | 1995 FY         |
| 28  | 1994 ER1         | Lasorda          | Yonezawa        | 1991 NL1         | Barlach         |
| 29  | Edithrand        | Demokritos       | Tursachan       | Hikonejyo        | Brancusi        |
| 30  | Zolensky         | Hutton           | Fram            | Koen             | 1964 UP         |
| 31  | Ryokan           | Towen            | Hundertwasser   | 1992 FZ1         | 1967 UT         |
| 32  | Nobel            | Danielson        | Zubitskia       | Vorarlberg       | Temirkanov      |
| 33  | 1984 SQ4         | Royaldutchastro  | Kimura          | Helenejacq       | Enya            |
| 34  | 1987 JA          | Kamagari         | Sheilawolfman   | Robleonard       | Jewitt          |
| 35  | Citlaltépetl     | Billowen         | Burney          | Nicolerappaport  | Daveross        |
| 36  | Weinberg         | Gryphon          | Mallard         | Dodo             | Coco            |
| 37  | 1988 EG          | Johnfletcher     | Chikushi        | Shiota           | Stroganov       |
| 38  | 1989 EQ          | Miguelhernández  | Septimaclark    | Isaosato         | Suárez          |
| 39  | Parmenides       | Naomi            | Minos           | Giliberti        | Tirol           |
| 40  | 1990 DK3         | Kubokawa         | Lucretius Carus | Kathmandu        | Ransome         |
| 41  | Juterkilian      | Durda            | Galante         | 1993 UN3         | Milenajesenská  |
| 42  | Cheshirecat      | Tantawi          | 1990 OJ2        | 1993 VG          | Salzburg        |
| 43  | Aurochs          | Pythagoras       | Yoder           | 1993 VK          | Harpalion       |
| 44  | Hammer-Purgstall | Kondojiro        | Okamoto         | 1993 VM          | Ryuzin          |
| 45  | 1991 RG9         | Riemenschneider  | Ikufumi         | Hideo            | Bellmore        |
| 46  | 1991 RF14        | Adamkrafft       | Komurotoru      | Syukumeguri      | Lomberg         |
| 47  | 1991 TB1         | Straub           | Amanogawa       | 1995 BM4         | Terrycole       |
| 48  | 1991 UC1         | Ignazgünther     | Bardon          | 1995 CH1         | 1991 CW         |
| 49  | Toda             | Pelčák           | Jennifer        | Acapulco         | Kudara          |
| 50  | Miwablock        | Neukum           | Saekohayashi    | Schlüter         | Masahikohayashi |
| 51  | Anaximenes       | Viget            | Setsuko         | Neumann          | Kärnten         |
| 52  | Junichi          | Empedocles       | Montevideo      | Schlaun          | Johneuller      |
| 53  | 1993 BW3         | Hershey          | 1992 FJ         | Semper           | 1991 NY         |
| 54  | Ghiberti         | Stevesynnott     | 1993 UM3        | Vangelis         | 1991 UG1        |
| 55  | Brunelleschi     | Yokosugano       | Kuma            | Univermoscow     | 1992 HE         |
| 56  | Donatello        | Dall             | Canova          | Tairov           | Golombek        |
| 57  | Robbia           | Prey             | Thorvaldsen     | Glushko          | Kremsmünster    |
| 58  | Carlnielsen      | Shosanbetsu      | Rodin           | Chertok          | Nouda           |
| 59  | Diefenbach       | Andréseloy       | Maillol         | Dubinin          | Hidesan         |
| 60  | Doudleby         | Minakata         | Kelsey          | 1978 UA7         | Bassano         |
| 61  | 1981 SQ2         | Vojno-Yasenetsky | Chione          | Koppel           | Adam            |
| 62  | Vespa            | Prokhorov        | Javid           | Tunis            | Myougi          |
| 63  | Jason            | Reimers          | Druckmüller     | Doggett          | Isoda           |
| 64  | Holašovice       | Gerhardmüller    | 1980 SQ         | Casarini         | Kaburaki        |
| 65  | Chesneau         | Frolova          | 1985 TW3        | Nickschneider    | Zvezdotchet     |
| 66  | Hendricks        | Univsima         | Letzel          | Rainerwieler     | Drewesquivel    |
| 67  | Donutil          | Narmanskij       | Rozhen          | 1982 FY2         | Prilepina       |
| 68  | Brandenburg      | Isnello          | Versailles      | Richardmenendez  | Welzenbach      |
| 69  | Cevolani         | Sashakrot        | Kawasaki        | 1983 UC          | Armstrong       |
| 70  | Rheinland        | Levasseur        | Kabukuri        | Malpais          | Aldrin          |
| 71  | Sakitama         | Uttorp           | Farmer          | Heinlein         | Collins         |
| 72  | Hooghoudt        | Prokofeana       | 1992 EB         | Walker           | Rosema          |
| 73  | Tähtiseuraursa   | Jimwestphal      | Kiruna          | Stern            | Winkler         |
| 74  | Bechtereva       | Polybius         | Taizaburo       | Beslan           | Choate          |
| 75  | Zajtsev          | Cori             | Kiryu           | Fredharris       | Refugium        |
| 76  | Plavec           | Horrigan         | Kurohone        | Schamp           | 1987 VT         |
| 77  | Messner          | Fécamp           | Siok            | Cagney           | 1988 AE5        |
| 78  | Burt             | 1986 DA          | Ametkhan        | 1987 SE13        | Gault           |
| 79  | Gerokurat        | Brett            | 1977 UO5        | Vrba             | Leoconnolly     |
| 80  | Lugmair          | Bystritskaya     | Sicardy         | Gardel           | Scarlatti       |
| 81  | Cloutis          | Bobweber         | Strnad          | Toyama           | Tenzing         |
| 82  | Timiryazev       | Katygord         | Edwelda         | 1988 EL          | Steiermark      |
| 83  | Janeirabloom     | Viscome          | Menghuazhu      | Tokushima        | Nikolajvasilʹev |
| 84  | Bascom           | Nordlund         | Borisivanov     | Kervin           | Barthibbs       |
| 85  | Fraethi          | Mitsuma          | Ingram          | Martindavid      | Wendeesther     |
| 86  | Vrchlický        | Zenon            | 1983 EU         | Keithnoll        | Anitahill       |
| 87  | Lupo             | Kagura           | Lenham          | 1989 WC          | Tonyspear       |
| 88  | Hoshigakubo      | Robertpepin      | Fouts           | 1989 WL1         | Drebach         |
| 89  | Izumi            | Völk             | Lanusei         | Ogawa            | Golevka         |
| 90  | 6090 Aulis       | Rennes           | 1985 CA2        | Hirabayashi      | 1991 NR2        |
| 91  | Mitsuru          | Eades            | Renzetti        | Africano         | 1991 OA         |
| 92  | Johnmason        | Javiergorosabel  | 1986 QQ2        | Takashimizuno    | 1991 OH1        |
| 93  | Makoto           | Manabe           | Oberpfalz       | 1990 HM1         | Cathybennett    |
| 94  | Hisako           | Denali           | Czerny          | 1990 QM2         | 1992 NM         |
| 95  | 1991 UU          | Nukariya         | Schmoll         | Hilliard         | 1992 UB1        |
| 96  | 1991 UB2         | Bernardbowen     | Cleveland       | Schleswig        | Kazuko          |
| 97  | Koishikawa       | Taracho          | 1988 VZ1        | 1991 BJ          | Yamasaki        |
| 98  | Mutojunkyu       | Shirakawa        | Sawaoka         | Timhunter        | Ko              |
| 99  | Saarland         | Yoshiokayayoi    | Reizoutoyoko    | Harada           | Michiko         |
| 100 | Kunitomoikkansai | Hachinohe        | Hosamu          | Georgealexander  | Kodaira         |
|     | 6100             | 6200             | 6300            | 6400             | 6500            |